# Antoni Bielski (duchowny)
Antoni Bielski (ur. ok. 1801, zm. 4 maja 1848 w Buku) – polski duchowny katolicki, kapelan w powstaniu listopadowym.

## Życiorys
Antoni Bielski urodził się ok. 1801 r. Do 1840 r. podpisywał się Bilski. Uczęszczał do szkoły przy poznańskim seminarium duchownym, a następnie do tegoż seminarium. Święcenia kapłańskie otrzymał w 1824 r. w Gnieźnie. Po święceniach pracował jako wikariusz w następujących parafiach: w Świerczynie, Krobi, Kozłowie i Ostrzeszowie.
Bielski wziął udział w powstaniu listopadowym. Po powrocie do Prus w sierpniu 1832 r., został skazany na 12-miesięczne więzienie i konfiskatę majątku. Później kara więzienia została zmniejszona do 4,5 miesiąca a Bielski odbył ją w więzieniu w Koźminie. Po odbyciu kary, został internowany w klasztorze lubińskim. Do 1840 r. miał zakaz sprawowania funkcji kapłana. W tym okresie z powodu bezczynności i nędzy, nastąpiło pogorszenie zdrowia psychicznego Bielskiego. Ściągnął na siebie dochodzenie sądu biskupiego za obelżywe listy, które wysyłał do arcybiskupa Marcina Dunina. Wolność uzyskał po śmierci króla pruskiego Fryderyka Wilhelma III.
Ponownie powrócił do pracy duszpasterskiej, pracując jako wikary w parafiach w Pogorzelicy, Środzie, Odolanowie i Ostrzeszowie.
Do końca życia nie odzyskał pełni zdrowia psychicznego. Za różne występki, np. ciskanie kamieniami do swoich parafian, miał kilka spraw przed sądem biskupim.
Został zamordowany 4 maja 1848 r. przez pruskich żołnierzy w Bukach, gdy wracał od rannych powstańców, którym udzielał sakramentu namaszczenia chorych.